# Can Fàbregas (Riudellots de la Selva)
Can Fàbregas és una obra de Riudellots de la Selva (Selva) inclosa a l'Inventari del Patrimoni Arquitectònic de Catalunya.

## Descripció
Es tracta d'una gran casa aïllada situada dins del nucli urbà, de tres plantes i coberta amb vessants a laterals. La construcció i el jardí és troben a un nivell una mica més baix que el carrer i s'hi accedeix per unes escales. La façana principal és arrebossada amb ciment gris i té obertures rectangulars emmarcades amb pedra i un rellotge de sol pintat. A la part central, just sobre el portal d'entrada, hi ha un balcó amb barana de ferro forjat senzilla. Les dues finestres de la primera planta que flanquegen el balcó tenen ampit motllurat. Sembla que l'edifici principal va ser objecte d'una ampliació probablement al segle xix. Aquesta ampliació consistia en l'allargament de tot el cos principal per la part posterior i la incorporació d'una porxada d'arcs de mig punt de rajol coberta per una terrassa amb balustrada, amb una escalinata que mena a un jardí d'estil romàntic, al costat dret. Aquestes dues façanes, la posterior i la de la dreta, són acabades amb un cornisa escalonada que oculta el ràfec de la coberta.